# Zapora Jatiluhur

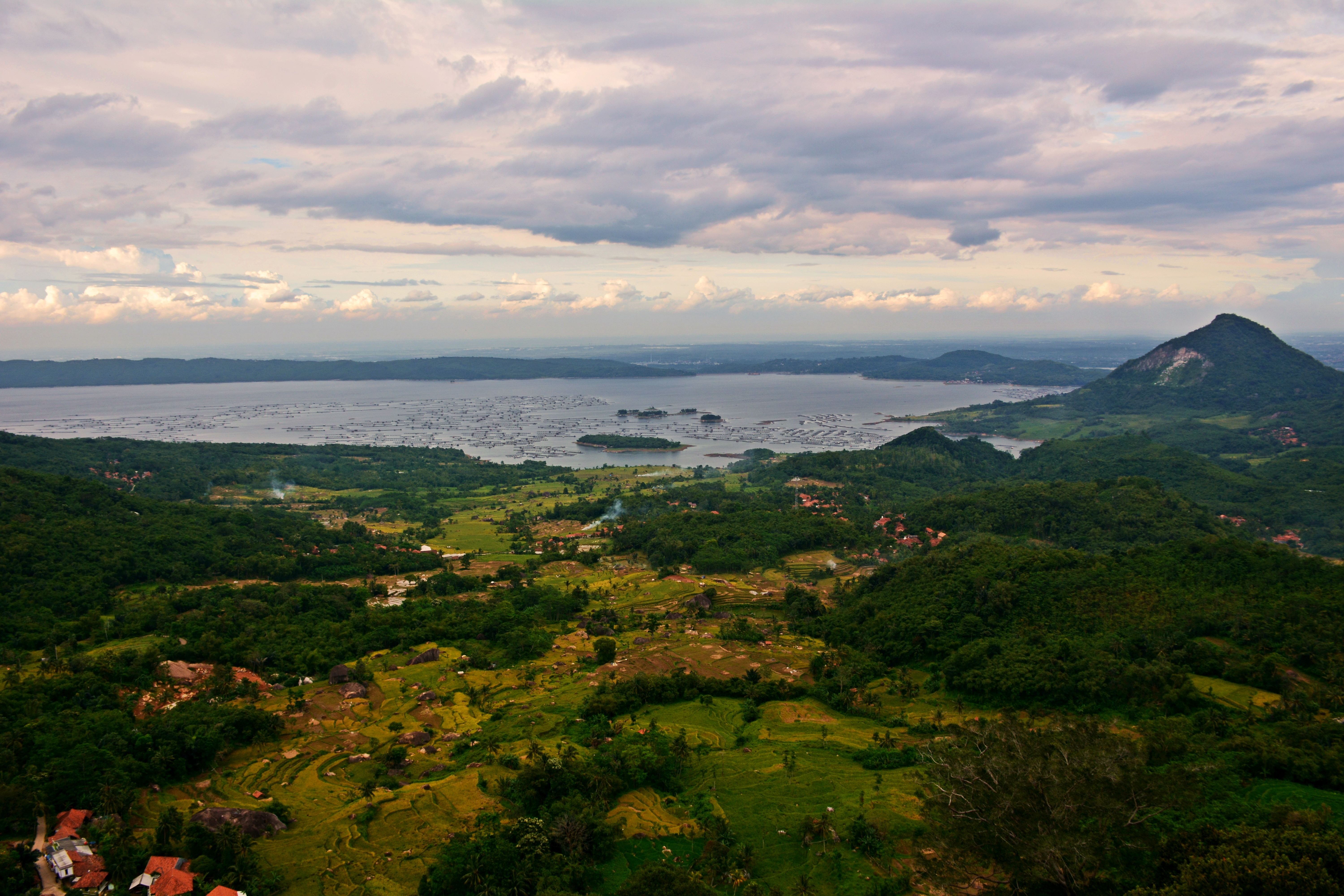

Zapora Jatiluhur – zapora i elektrownia wodna na rzece Tarum, zlokalizowana w prowincji Jawa Zachodnia w Indonezji, w odległości około 70 kilometrów od stolicy tego kraju, Dżakarty.
Budowa zapory przypada na lata 1957–1965. Całkowita długość obiektu wynosi 1200 metrów, a jego wysokość 105 metrów. W ramach zapory od 1967 r. funkcjonuje elektrownia wodna o mocy 186,5 MW, składająca się z sześciu turbin o mocy 32,3 MW każda.

Budowa zapory doprowadziła do powstania sztucznego zbiornika wodnego o powierzchni 83 km². Konsekwencją powstania zapory stało się zatopienie ok. 8 tys. hektarów gruntów i wysiedlenie z miejsca dotychczasowego zamieszkania kilku tysięcy osób.